# Ksebki (gromada)
Ksebki (początkowo Ksepki) – dawna gromada, czyli najmniejsza jednostka podziału terytorialnego Polskiej Rzeczypospolitej Ludowej w latach 1954–1972.
Gromady, z gromadzkimi radami narodowymi (GRN) jako organami władzy najniższego stopnia na wsi, funkcjonowały od reformy reorganizującej administrację wiejską przeprowadzonej jesienią 1954 do momentu ich zniesienia z dniem 1 stycznia 1973, tym samym wypierając organizację gminną w latach 1954–1972.
Gromadę Ksepki z siedzibą GRN w Ksepkach utworzono – jako jedną z 8759 gromad – w powiecie kolneńskim w woj. białostockim, na mocy uchwały nr 17/V WRN w Białymstoku z dnia 4 października 1954. W skład jednostki weszły obszary dotychczasowych gromad Ksebki, Wanacja i Łączki ze zniesionej gminy Turośl w tymże powiecie. Dla gromady ustalono 16 członków gromadzkiej rady narodowej.
Gromadę Ksebki zniesiono 31 grudnia 1961, a jej obszar włączono do gromad Leman (wieś Ksebki), Zalas (wieś Łączki oraz przyległy obszar lasów państwowych N-ctwa Lipniki o powierzchni 6 ha stanowiący uroczysko Łączki) i Turośl (wieś Wanacja).